# Rembetika
Rembetika er en græsk musikform, ofte kaldet "den græske blues". Den kan også staves rebetika, rempetika, rembetiko, rebetiko og rempetiko. Den opstod i begyndelsen af 1900-tallet blandt underklassen i storbyerne, ikke mindst i Piræus. Her samledes folk i små beværtninger, de såkaldte "tekedes" (ental: tekes), hvor man røg hash af vandpiber og spillede musik. De folk, der samledes her, kaldtes "manges" (ental: mangas) eller "rembetes" (ental: rembetis). De typiske instrumenter var bouzouki, en langhalset lut med tre dobbeltstrenge, og baglamas, der er bygget som en bouzouki, men som er ganske lille. Den kunne bygges af forhåndenværende materialer og var let at skjule – en fordel, hvis man var i fængsel, hvad mange af disse folk ofte var.
Efter det græske nederlag til Tyrkiet i krigen om områder i Lilleasien i 1922, blev blev over 1 mio. grækere tvunget til at rejse til deres moderland. Mange af disse tvangsfordrevne endte som en del af det storbyproletariat, hvor rembetikaen trivedes. Mange af dem var veluddannede musikere, og deres stil og instrumenter blev en del af den græske musiktradition. Det var under påvirkning fra denne tradition, at kvindelige sangere blev en del af rembetikaen; tidligere havde den helt og holdent været domineret af mænd.
I løbet af 1930'erne og 1940'erne blev musikken kendt gennem pladeindspilninger, og den rykkede ud af hashklubberne og ind i de mere mondæne caféer. I 1950'erne og 1960'erne dukkede en ny type bouzouki op: den havde fire dobbeltstrenge i stedet for tre og var stemt, så den var bedre egnet til at spille akkorder samt hurtige passager. Trommer, bas og elektrisk forstærkning ændrede musikkens karakter, og den blev spillet af stenrige stjerner på dyre spillesteder; denne musikform kaldes "laika".
Fra 1980'erne er der opstået en fornyet interesse for den mere oprindelige rembetika; mange musikere er vendt tilbage til den gamle, trestrengede bouzouki, og på en række små klubber i bl.a. Athen spilles de gamle rembetika-sange. Samtidig er også nutidens græske "mainstream" popmusik ofte præget af elementer fra rembetika.